# Petru Gereb de Vingrad
Petru Gereb de Vingrad (în maghiară Vingárti Geréb Péter) a fost voievod al Transilvaniei între anii 1478-1479.